# パクス・モンゴリカ

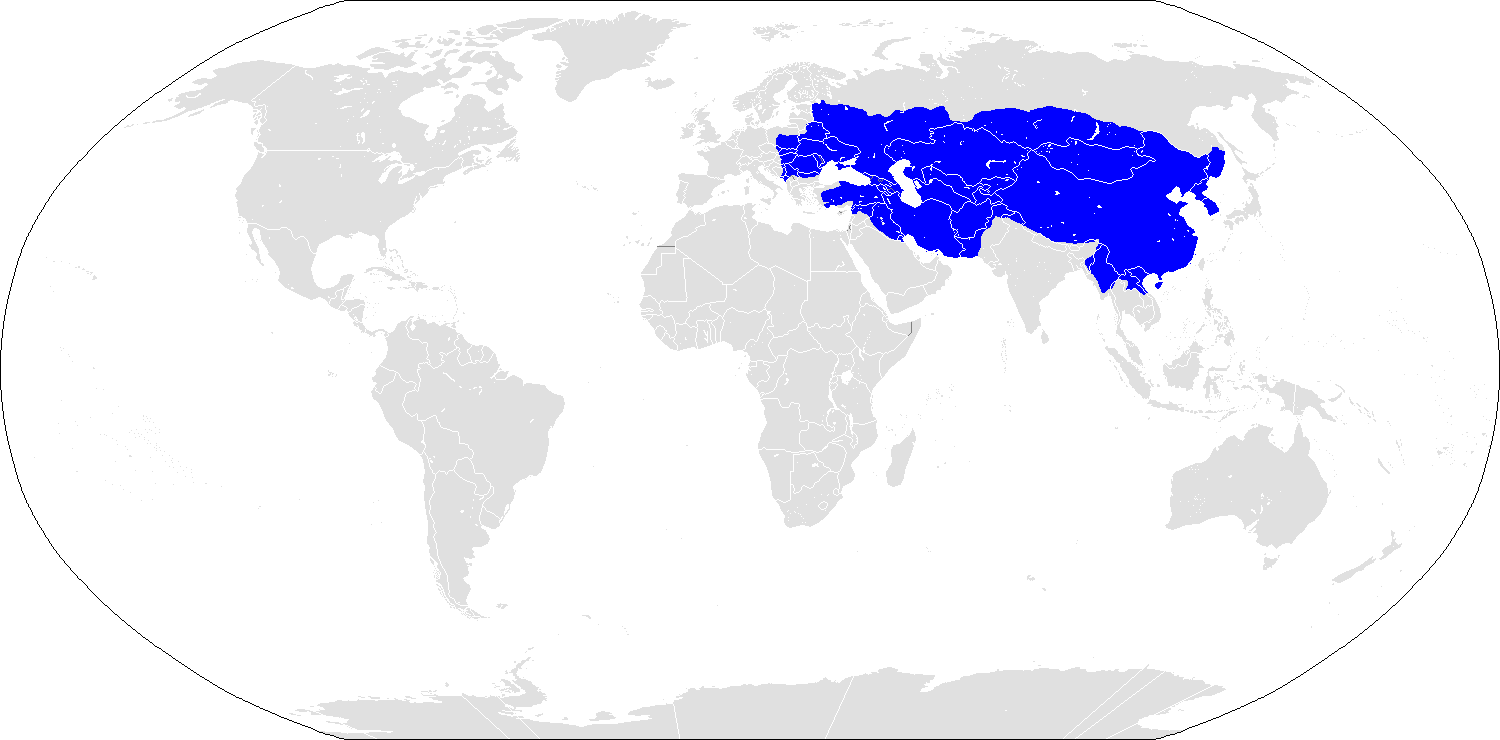
モンゴル帝国の最大領域（青）

パクス・モンゴリカ（ラテン語: Pax Mongolica）またはパクス・タタリカ（ラテン語: Pax Tatarica）とは、13世紀から14世紀に渡りユーラシア大陸を支配したモンゴル帝国の覇権による平和で安定した時代を指す。いずれもパクス・ロマーナから派生した言葉。パクス・シニカとは区別される。パクス・シニカ同様、世界全域の平和が保持された訳ではない。
ユーラシア大陸の大部分はモンゴル帝国によって統一され、必然的に陸路による物流が活発になった。帝国領土内の様々な人々が自由に行き交う時代が到来し、モンゴル政府は関税を撤廃して商業を振興した。その結果、モンゴルに征服されなかった地域（日本、東南アジア、インド、中東、北アフリカ、ヨーロッパ）も海路を通じて交易ネットワークに取り込まれ、経済活動は更なる発展を遂げることとなる。ただし、被支配民族にとっては、自国を滅ぼされ、従属を強いられた苦難の時代でもある（タタールのくびき参照）。また、14世紀のペストの大流行は、モンゴル帝国の時代にユーラシア大陸を横断する広大なネットワークが形成された影響も指摘されている。